# Anthon van Rappard
Anthon Gerard Alexander van Rappard (ur. 14 maja 1858 w Zeist, zm. 21 marca 1892 w Santpoort) – holenderski malarz i rysownik, uczeń malarza Lawrence’a Alma-Tademy. Przez ok. 4 lata przyjaźnił się z Vincentem van Goghiem. 

## Życiorys
Do spotkania van Rapparda z van Goghiem doszło w listopadzie 1880. Mieli oni ze sobą niewiele wspólnego, jeśli chodzi o pochodzenie (van Rappard pochodził z rodziny arystokratycznej) ale łączyła ich pasja malowania oraz dyskusje o sztuce. Van Rappard wywarł ważny wpływ na van Gogha we wczesnym okresie jego twórczości, kiedy uczył go zasad perspektywy i pożyczał mu tablice anatomiczne.
Zachowana korespondencja van Gogha do van Rapparda stanowi główne źródło biografii van Gogha.
Ich korespondencja zaczęła się w maju 1881, kiedy van Gogh przyjechał do Etten. Różnica poglądów, jaka zaszła w 1885, przerwała ich korespondencję i przyjaźń. Van Goghowi nie przypadła do gustu ostra krytyka jego litografii Jedzący kartofle zawarta w liście van Rapparda; obraźliwy list odesłał z powrotem do przyjaciela.
Z powodu krótkiego życia van Rappard namalował niewiele. Jego obrazy są bardzo cenione.